# Galia Ackerman
Pour les articles homonymes, voir Ackerman.
Galia Ackerman, également appelée Galina Ackerman, née le 24 juin 1948 à Moscou, est une écrivaine, historienne, journaliste, essayiste et traductrice littéraire franco-russe, spécialiste du monde russe et ex-soviétique.

## Biographie
Galia Ackerman est née en 1948 dans une famille juive russe. Son père est un vétéran de la Seconde Guerre mondiale.
À 21 ans, elle épouse un militant sioniste et part avec lui s'établir en Israël en 1973. En 1984, elle s'établit en France avec son second mari, le peintre Samuel Ackerman. À Paris, elle s'intègre au milieu des intellectuels exilés russes, forcés de quitter l’Union soviétique et travaille avec l’écrivain Vladimir Maksimov à l'édition de la revue Kontinent.
Elle est docteure en histoire de l'université Paris 1 Panthéon-Sorbonne et chercheuse associée à l'université de Caen. Elle a travaillé pendant 25 ans auprès de Radio France internationale.
Elle est également la rédactrice en chef du site internet Desk Russie, fondé en 2021 et qui permet à de nombreux intervenants internationaux, dont des historien(ne)s tels Françoise Thom, Cécile Vaissié, Timothy Snyder ou Stéphane Courtois, des géographes, des sociologues, des politologues, d'anciens chefs d'états, des géopoliticiens tel Jean Sylvestre Mongrenier, des journalistes dont certains à titre posthume comme Anna Politkovskaïa, des écrivains, des artistes, de publier leurs articles, opinions et analyses sur la Russie et les évolutions du monde russe contemporain en général, notamment avec la guerre russo-ukrainienne à partir de mars 2022.
Elle est également régulièrement conviée par les grandes chaines et média d'informations pour analyser les évènements médiatiques qui parcourent le monde russe au gré des actualités.
Elle est traductrice de près de cent ouvrages de fiction et d'essais (du russe en français) dont ceux de Mikhaïl Gorbatchev, Anna Politkovskaïa, Viktor Pelevine, Svetlana Alexievitch, Sergueï Medvedev, Dmitri Bykov, Alexandre Zinoviev, Sergueï Paradjanov, etc.

### Travaux sur Tchernobyl
En 1998, Galia Ackerman traduit en français La Supplication de Svetlana Alexievitch, un documentaire sur la catastrophe de Tchernobyl. Pendant qu'elle travaille à la traduction, elle se rendu dans la zone d'exclusion en Biélorussie, et interviewe des personnalités locales sur la catastrophe nucléaire.
Lorsqu'elle publie ses récits sur la "zone", le Centre de culture contemporaine de Barcelone (CCCB) lui demande en 2003 de préparer une exposition, Hi havia una vegada Txernòbil (Il était une fois Tchernobyl), qui a lieu d'avril à juillet 2006.
Depuis, Galia Ackerman s'est liée d'amitié avec la poétesse ukrainienne Lina Kostenko, qui se rendait elle aussi souvent dans la zone d'exclusion de Tchernobyl. Elle décide donc d'écrire un nouveau récit intitulé Traverser Tchernobyl pour raconter son expérience de 20 ans sur le sujet, ses pensées, et ses images mentales.

## Travaux sur la Russie

### Le régiment immortel
En 2019, elle publie l'ouvrage consacré au phénomène du régiment immortel qui connaît depuis 2012 un regain majeur en Russie, sous la férule du gouvernement russe qui l'encadre puissamment à partir de 2015,,.
Au départ, initiative civile qui veut rendre hommage aux morts, disparus et combattants de la Grande Guerre patriotique (appellation russe de la Seconde Guerre mondiale), en Russie, elle est reprise en main, à partir de 2015 par le régime russe qui fournit la logistique et l'organisation dans le cadre des commémorations des 70 ans dans une logique étatique d' instrumentaliser la mémoire de la Seconde Guerre mondiale pour fortifier son propre pouvoir,,.
Cet essai analyse qu'au travers de la militarisation de la société russe, une réécriture de l'histoire est effectuée venant à passer sous silence l'ensemble des épisodes sombres de l'histoire contemporaine russe dont le pacte germano-soviétique d'août 1939 à juin 1941 entre l'Allemagne nazie et la Russie soviétique avec les conséquences directes que furent le partage de l'Europe en zones d'influences conjointes, les gains territoriaux, les déportations de populations civiles, l'échange d'opposants politiques à l'exemple de la militante communiste et opposante au nazisme, Margarete Buber-Neumann, le dépeçage de la Pologne en septembre 1939, le massacre de Katyń, l'annexion des pays baltes illégale en 1940 et la guerre d'Hiver lancée contre la Finlande,,,,.
L'ouvrage argumente que si en Russie, le pouvoir tente d'effacer les évènements négatifs de la trame historique officielle en refermant les archives après la courte période d'ouverture sous Boris Eltsine pour réhabiliter le régime soviétique de l'URSS, c'est avant tout pour renforcer toute la gamme de la mythologie nationaliste. Le pouvoir russe cherche à célébrer le destin vu comme exceptionnel dans l'idéologie russe et les droits particuliers du peuple en vertu d'un courant messianique implanté dans le pays depuis le XVe siècle et faisant de Moscou, à la suite du sac de Rome en 410 et après la chute de Constantinople, en 1453, une mythique "troisième Rome". Prenant ses racines dans la Sainte Russie de Kiev, et vu à l'image d'une Jérusalem terrestre, elle se définit alors comme une citadelle assiégée, défenseuse de la vraie foi chrétienne c'est-à-dire orthodoxe face à un Orient et Occident, en particulier, vu comme perverti et décadent sous hérésie latine de Rome,,,,,,,,
Cette action étatique aboutit à la fabrication d’un ciment idéologique fondé sur une mystique ultranationaliste et impérialiste visant à renforcer la Russie et qui recycle à la fois la longue tradition messianique russe et le soviétisme, mais après en avoir extrait l'idéologie du communisme discrédité depuis la chute de l'URSS et la révélation au grand public des crimes commis pendant la période soviétique,,,,,.
Au cœur du récit du régiment immortel est inscrite la victoire sur le nazisme en 1945 censée donner au peuple russe, seul victorieux dans la vision russe et ce, malgré l'aide logistique conséquente et les opérations comme le débarquement en juin 1944 des alliés, un droit et une supériorité morale issus de la victoire obtenue au prix du sang par rapport aux autres peuples. En parallèle, sont décrits les mécanismes visant à amoindrir ou atténuer la face sombre de la victoire russe obtenue au prix de pertes effroyables (45 millions de personnes furent touchées dont 27 millions de morts ramenée à 7 millions par la propagande soviétique en 1945). Les épisodes comme la collaboration de milliers de soviétiques dans les territoires occupés par les troupes nazies comme l'armée du général Vlassov, la désertion de 1,7 million de soldats, la sortie de guerre longue et ultra-violente de certains territoires comme les Pays baltes ou l’Ukraine qui résisteront jusque dans les années 1950 au travers de maquis de plusieurs milliers de combattants, la déportation à partir de 1943 des peuples accusés collectivement de trahison sont en effet passés sous silence,,,,.
A contrario, est érigée une épopée positive et glorieuse doublée d'une héroïsation des évènements de la grande guerre dont furent irrigués les soviétiques et aujourd'hui la population russe. Ce phénomène est d'autant  plus facile car cette dernière désormais a tendance à idéaliser un passé soviétique en raison de la nostalgie d'un grandeur perdue, sur laquelle aucun travail d'analyse critique et historique officiel sur les crimes n'a pu être effectué a posteriori de la chute de l'URSS à l'exception de l'ONG russe Memorial. De plus, il faut souligner qu'en 2014 a été votée en Russie une loi mémorielle criminalisant "la diffusion de fausses informations concernant les actions de l'URSS pendant la Seconde Guerre mondiale",,,,.
La militarisation croissante d'une partie de la population avec l'ouverture de parcs d'attractions et le mouvement de la Iounarmiïa ou jeune armée dirigés par le ministère de la Défense et axés sur la thématique de la Grande Guerre Patriotique financés par l'État russe est également étudiée,,,.
L'analyse effectuée permet de comprendre que le phénomène du régiment immortel permet la création d'une nouvelle identité russe ayant comme pivot la seconde guerre mondiale pour un peuple, vu par le pouvoir russe, comme "humilié" avec l'effondrement de l'URSS en 1991 et profondément traumatisé par les délabrements socio-économique et politique des dix années suivantes après l'effondrement de l'empire tsariste en 1917. De plus, en perte totale de repères communément acceptés par toute la population, cette dernière fut confrontée à la dévalorisation dévastatrice de l'histoire russe (phénomène baptisé Tcherboukha) à la suite de l'ouverture des archives soviétiques et des révélations qui en découlèrent au cours de la décennie suivante,,,,.
La victoire en 1945 sur le nazisme, qui est associée à l’accession au statut de superpuissance pour la Russie et d'égal à égal avec les États-Unis, passant sous silence l'aide et l'action des Alliés, s'imposent désormais sur tout le 20ème siècle et est à l'origine d'un nationalisme russe débridé,,. Les vivants, au travers du régiment immortel, héritiers de celles et ceux qui se sont sacrifiés pour vaincre le nazisme, sont dès lors investis d’une légitimité sacrée qui leur enjoint de poursuivre un combat toujours en cours, les nazis contemporains pour la Russie étant désormais incarnés par les étrangers au monde russe, perçus comme hostiles et dangereux et en opposition avec ses desseins,.

### Analyse des écrits du président russe
En 2020, elle analyse le texte du président Vladimir Poutine paru le 18 juin 2020 écrit par ce dernier en réaction à la résolution du Parlement européen du 19 septembre 2019 intitulée "sur l’importance de la mémoire européenne pour l’avenir de l’Europe" qui condamne à la fois le pacte germano-soviétique de 1939, l'occupation russe en Europe centrale jusqu'en 1991 au travers du Bloc de l'Est et les annexions territoriales comme en Roumanie remettant en cause dans l'idéologie russe, la place d'une Russie obligatoirement du côté du bien.
Elle démontre alors les omissions, les contre-vérités et dissimulations volontaires du pouvoir russe à l'exemple de l'annexion des Pays Baltes qui dans la version russe défendue fut organisée avec l'accord des autorités élues. Dans la réalité, cette annexion fut le résultat d'un blocus militaire russe aux frontières des Pays Baltes en vertu des protocoles secrets du pacte germano-soviétique (restés secrets jusqu'en 1991) doublé de coups d'État à l'aide de cellules communistes locales et la déportation ou la disparition de plus de 165 000 Estoniens, Lettons et Lituaniens confondus,.

### Position par rapport aux médias russes
Elle analyse également que les chaines d'informations RT et Sputnik, avant leurs interdictions par l'Union européenne à la suite du conflit russo-ukrainien, avaient pour objectif de déstabiliser les pays européens dans une guerre d'influence initiée par le Kremlin,.
En effet, l'aura d'attractivité de l'Union européenne qui a intégré de nombreux anciens pays de l'ex-URSS effondrée en 1991 sans conflit et pour des causes internes, offre un modèle de normes attractif pour les anciens pays du bloc de l'Est contre lequel à ce jour, la Russie n'a pas de réponse attractive à apporter et qu'elle cherche à contrer,. L'influence géopolitique de l'Union européenne forte d'une population de 500 millions d'habitants apparaît comme un nouvel acteur géostratégique de première importance pour les dirigeants russes qui cherchent des relations bilatérales davantage que l'OTAN en raison des critères d'adhésion beaucoup plus sélectifs et drastiques de la première par rapport à la seconde organisation,.

## Prise de position sur le conflit russo-ukrainien
Depuis le début de l'invasion de l'Ukraine par la Russie (février 2022), elle tient une position ferme en dénonçant l'agression russe et en exigeant le soutien occidental massif à l'Ukraine.
Elle déclare le 8 Mai 2022 sur la chaîne de télévision française France 24, « la guerre de Poutine contre l'Ukraine est une sorte de réplique de la Seconde Guerre mondiale. Ils veulent vaincre les nazis, même s'ils sont imaginaires. Partout où les troupes russes arrivent à instaurer leur contrôle, la première chose qu'ils font, c'est de hisser le drapeau de la fédération de Russie, mais aussi le drapeau rouge ».
Elle intervient dans de nombreux médias, hebdomadaires et journaux pour analyser les mécanismes de la propagande employés par le Kremlin à la fois pour justifier le conflit et expliquer la stratégie suivie par le président Vladimir Poutine. Elle participe également à des colloques et conférences publiques disponibles en ligne sur le site et la chaine Youtube du site Desk Russie.
Son ouvrage Le Régiment Immortel, la guerre sacrée de Poutine où elle décrit les nationalisme, militarisme, et révisionnisme historique en cours du régime de Vladimir Poutine, notamment sur l'Ukraine, est épuisé en quelques jours.
En sa qualité de connaisseure et spécialiste de la Russie, elle participe à l'analyse de la propagande russe. Cette dernière justifie le conflit démarré en février 2022 par la présence de nazis en Ukraine pour libérer le peuple ukrainien. Une thèse qui n'est ni prouvée, ni étayée, par le pouvoir russe sachant que l'extrême droite ukrainienne a fait moins de 3 % des voix en 2019 aux dernières élections présidentielles et que cette affirmation sans fondement est contrée par la résistance civile et militaire déterminée et constante des Ukrainiens face aux soldats russes auxquels ils s'opposent. Elle démontre qu'il s'agit d'une vieille technique de l'ère soviétique, permettant de justifier l'expansionnisme russe sur le territoire de l'Ukraine dont il rejette l'existence et l'identité comme exprimé par l'idéologue russe Timofeï Sergueïtsev dans un article intitulé : « Que doit faire la Russie avec l’Ukraine » paru sur le site de l'agence officielle d'informations, Ria Novotsia en avril 2022,,,.
L'Ukraine, de par sa volonté d'indépendance et velléité proeuropéenne, se révèle, en réalité en opposition aux ambitions du pouvoir russe qui veut reconstituer sa sphère d'influence et la qualifie en retour de fasciste pour mieux rendre légitime aux yeux de sa propre population une intervention armée en instrumentalisant le souvenir traumatique de la Seconde Guerre mondiale.
Elle rappelle, en effet, que l'emploi de cette sémantique par le pouvoir russe n'est pas nouvelle. Elle souligne, que Staline qualifiait de nazis les personnes qui demandaient davantage de libertés et de démocratie. Ce fut également le cas du maréchal Tito - dirigeant de la Yougoslavie (1892-1980), désigné sous le qualificatif de nazi bien qu'il eût également combattu les Allemands pendant la Seconde Guerre mondiale. De même, elle rappelle qu'« en 1968, quand les chars russes ont envahi la Tchécoslovaquie, on ne disait pas que les Tchèques étaient des nazis, mais on disait quand même qu’il s’agissait de prévenir une invasion de la Tchécoslovaquie par les nazis allemands. On parlait très facilement des fascistes ou nazis sionistes. Bref, tous ceux qui étaient contre les Soviétiques devenaient automatiquement des fascistes ou des nazis ». Le terme fut également utilisé à l'encontre de l'Occident à partir de 1948 durant la période de la guerre froide, en Hongrie en 1956 avec l'insurrection de Budapest, contre le pouvoir soviétique ou contre les pays Baltes en 2004 qui cherchaient à se dégager de la sphère d'influence russe. En réalité, le terme de nazi est employé par la Russie contre tous ceux où celles qui s'opposent à son influence ou autorité sachant qu'en parallèle, la Russie soutient volontairement, financièrement et politiquement les extrêmes-droites européennes.
Elle souligne aussi que dans les territoires qui furent repris et contrôlés par le pouvoir soviétique et intégrés de force dans l'empire soviétique (dont notamment les Pays baltes, Pologne, Roumanie, et la Tchécoslovaquie) il y eut des purges, des déportations, des assassinats ciblés et des procès truqués sur le modèle des procès de Moscou. La dictature nazie fut remplacée par la répression du pouvoir communiste. Or, cette vision de l’histoire, partagée par l’ensemble de l’Europe qui fut occupée par les Soviétiques, est totalement intolérable pour les Russes,.
En réaction à la guerre, elle participe en codirection avec l'historien spécialiste du communisme, Stéphane Courtois, à la publication de l'ouvrage collectif d'historiens, chercheurs et analystes dont Françoise Thom, Cécile Vaissié, Andreï Kozovoï, Yves Hamant (...) paru en novembre 2022 chez l'éditeur Robert Laffont / Perrin intitulé Le livre noir de Vladimir Poutine permettant de décrypter l'histoire, le parcours et l'idéologie du président russe,.

## Publications
- Serguei Eisenstein. Dessins secrets (avec Jean-Claude Marcadé), Paris, Le Seuil, 1999 (OCLC 249070026).
- Galia Ackerman (dir.), Les Silences de Tchernobyl, Paris, Éditions Autrement, 2006, 299 p. (ISBN 2-7467-0821-3, OCLC 805913494).
- Stéphane Courtois (dir.), Galia Ackerman et al., Dictionnaire du communisme, Paris, Larousse, 2007, 639 p. (ISBN 978-2-03-583782-0, OCLC 470889489).
- Galia Ackerman, Tchernobyl : retour sur un désastre, Paris, Gallimard, 2007, 162 p. (ISBN 978-2-07-034092-7, OCLC 470730444).
- Amnesty International, Droits humains en Russie : résister pour l'État de droit, Paris, Éditions Autrement, 2009, 142 p. (ISBN 978-2-7467-1371-0, OCLC 690347814).
- Elena Bonner, André Glucksmann et propos recueillis et traduits par Galia Ackerman, Le Roman du Juif universel, Monaco, Éditions du Rocher, 2011, 256 p. (ISBN 978-2-268-07194-7, OCLC 759036975)[37].
- (de) Der Zerfall der Sowjetunion (collectif), Nomos, Baden-Baden, 2013 (OCLC 775096967).
- Femen (trad. Galia Ackerman), FEMEN, Paris, Calmann-Lévy, 2013, 268 p. (ISBN 978-2-7021-4458-9, OCLC 843384525)[38].
- « Ukraine : une terra incognita en Europe : dossier dirigé par Galia Ackerman », La Règle du jeu, no 57,‎ mai 2015, p. 320.
- Traverser Tchernobyl, Paris, Premier Parallèle, 2016, 226 p., 1 v. : carte, couv. illustrations en coul. ; 21 cm (ISBN 979-1-09484-119-8, OCLC 949901571, lire en ligne). Édition augmentée en 2022.
- La Seconde Guerre mondiale dans le discours politique russe, sous la direction de Stéphane Courtois de de Galia Ackerman, Paris, L'Harmattan, 2016.
- Le Régiment immortel : la guerre sacrée de Poutine, Paris, Premier Parallèle, 2019, 285 p., 1 vol. ; 22 cm (ISBN 979-1-09484-198-3, OCLC 1128869431, lire en ligne). Réédité en 2022.
- Galia Ackerman, Philippe Choulet, Colette Gryner, sous la direction de Cécile Cerf. La force de vivre (la partie consacrée à l’analyse de l’œuvre de Stvetlana Alexievitch), Atlande, 2020, 366 p.
- Galia Ackerman (co-directrice et co-auteure) et Iryna Dmytrychyn, Tchernobyl. Vivre, penser, figurer. L’Harmattan, 2021, 260 p.
- « Lumière sur l’Ukraine : dossier dirigé par Galia Ackerman ». La Règle du jeu, no 77, octobre 2022, 504 p.
- Le Livre Noir de Vladimir Poutine, co-directrice et co-auteure de l’ouvrage avec Stéphane Courtois, Robert Laffont et Perrin, novembre 2022, 464 p.